# Vysoké Tatry (ville)
Pour les articles homonymes, voir Hautes Tatras (homonymie).

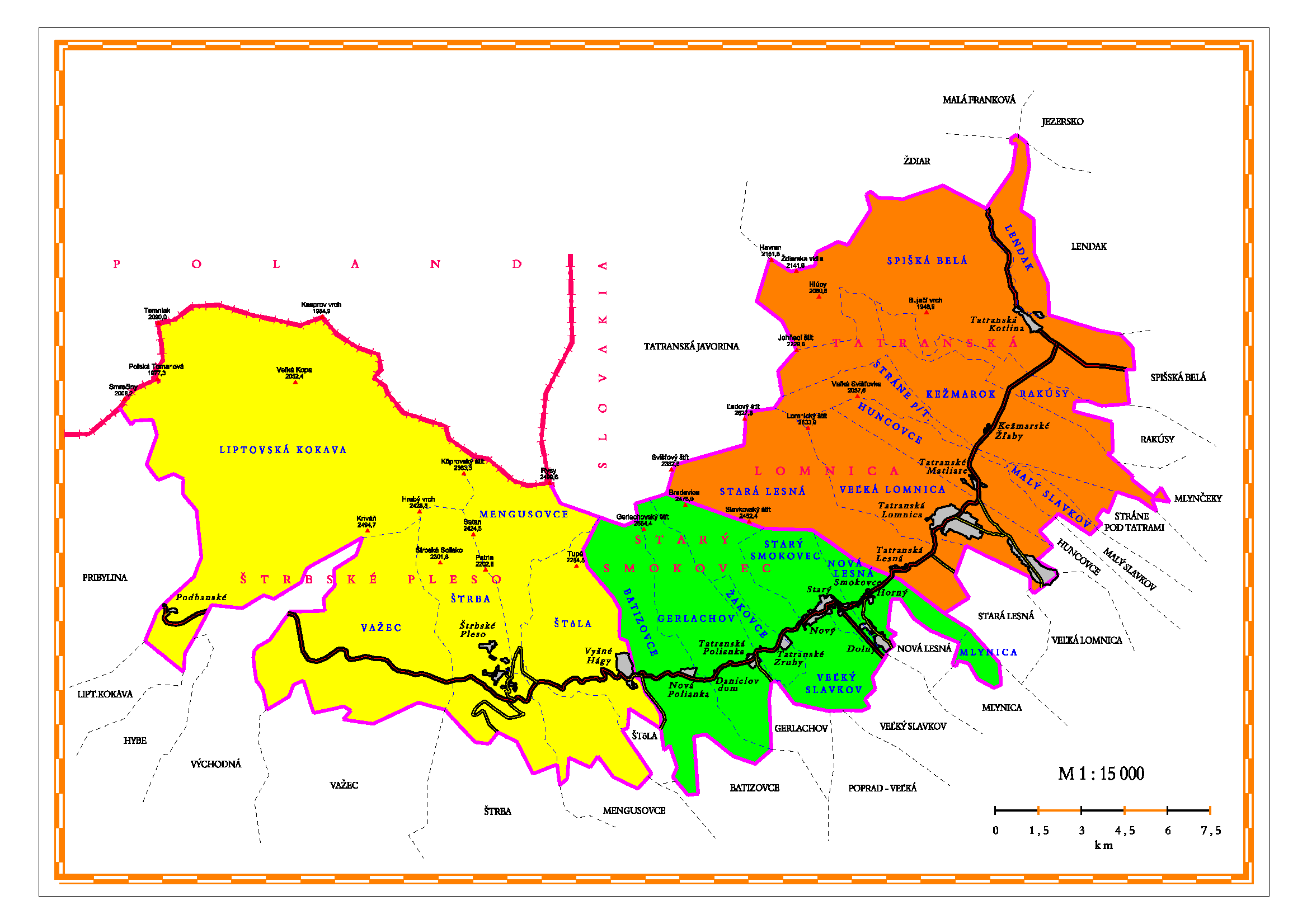
Les 3 anciennes communes composant l’actuelle, de 1990 à 2007.

Vysoké Tatry (littéralement Hautes Tatras) est une commune de Slovaquie située dans la région des Hautes Tatras qui font partie des Carpates occidentales. Elle a été érigée en ville (statut administratif) par fusion des communes existant antérieurement en 1990 sous le nom de Starý Smokovec (après une première fusion de 1948 à 1960), et a pris son nom définitif en 1999.

## Démographie

### Évolution de la population
| Année:               | 1994. | 2004.    | 2014.    | 2024.   |
| -------------------- | ----- | -------- | -------- | ------- |
| Nombre de personnes: | 5669  | 4953     | 4113     | 3770    |
| Différence:          |       | -12,63 % | -16,95 % | -8,33 % |

| Année:               | 2023. | 2024.   |
| -------------------- | ----- | ------- |
| Nombre de personnes: | 3782  | 3770    |
| Différence:          |       | -0,31 % |

## Division administrative
La ville est constituée de deux zones cadastrales (anciennes communes fusionnées), qui sont elles-mêmes divisées en 12 quartiers :
➢ Starý Smokovec
- Horný Smokovec (950 m)
- Dolný Smokovec (890 m)
- Nový Smokovec (1 000 m)
- Starý Smokovec (fondé en 1793, 1 010 m)
- Tatranská Polianka (fondé en 1885, 1 005 m)
- Tatranské Zruby (fondé en 1923, 995 m)
- Nová Polianka (fondé en 1946, 1 060 m)

➢ Tatranská Lomnica
- Tatranská Lomnica (fondé en 1893, 850 m)
- Tatranská Kotlina (fondé en 1881, 760 m)
- Tatranská Lesná (fondé en 1927, 915 m)
- Kežmarské Žľaby (920 m)
- Tatranské Matliare (fondé au milieu du XIXe siècle, 885 m)

Une troisième ancienne commune a été retransférée en 2007 à la commune de Štrba
➢ Štrbské Pleso
- Štrbské Pleso (fondé en 1873, 1 355 m)
- Vyšné Hágy (fondé en 1890, 1 125 m)
- Podbanské (fondé en 1871, 940 m, compris partiellement dans le village de Pribylina aujourd'hui)